# 가나가와현 제13구
가나가와현 제13구(일본어: 神奈川県第13区)는 일본의 중의원 선거구이다. 1994년 일본 공직선거법 개정으로 신설되었다.

## 지역
- 야마토시
- 자마시 (사가미가오카 1-6가를 제외)
- 에비나시
- 아야세시

2017년의 구분 변경으로 본구에서 자마시의 일부가 제16구에 이행하고 있다.